# Урочище Демерджи
Уро́чище Демерджи́ (укр. Урочище Демерджі, крымскотат. Demirci ayırığı, Демирджи айырыгъы) — урочище и геологический памятник природы общегосударственного значения, расположенный в Крымских горах на территории городского округа Алушта (Крым). Площадь — 20 га. Землепользователь — Алуштинское государственное лесное хозяйство.

## История
Статус памятника природы был присвоен 30 марта 1981 года Постановлением Совета Министров УССР от 30.03.81 г. № 145, в ходе переоформления статуса памятника природы местного значения, объявленного в 1960 году.

## Описание
Расположен в Крымских горах — южнее горного плато Демерджи-яйла — на территории Алуштинского лесничества (квартал 38).
Ближайший населённый пункт — село Лучистое, город — Алушта.

## Природа
Урочище Демерджи включает в себя Долину привидений — местность с «башенными» формами выветривания верхнеюрских конгломератов, что на южном склоне горы Южная Демерджи (1239,8 м).

Урочище окружено реликтовым лесом, где присутствуют такие породы как сосна крымская (Pinus nigra subsp. pallasiana), тис, пиракант.

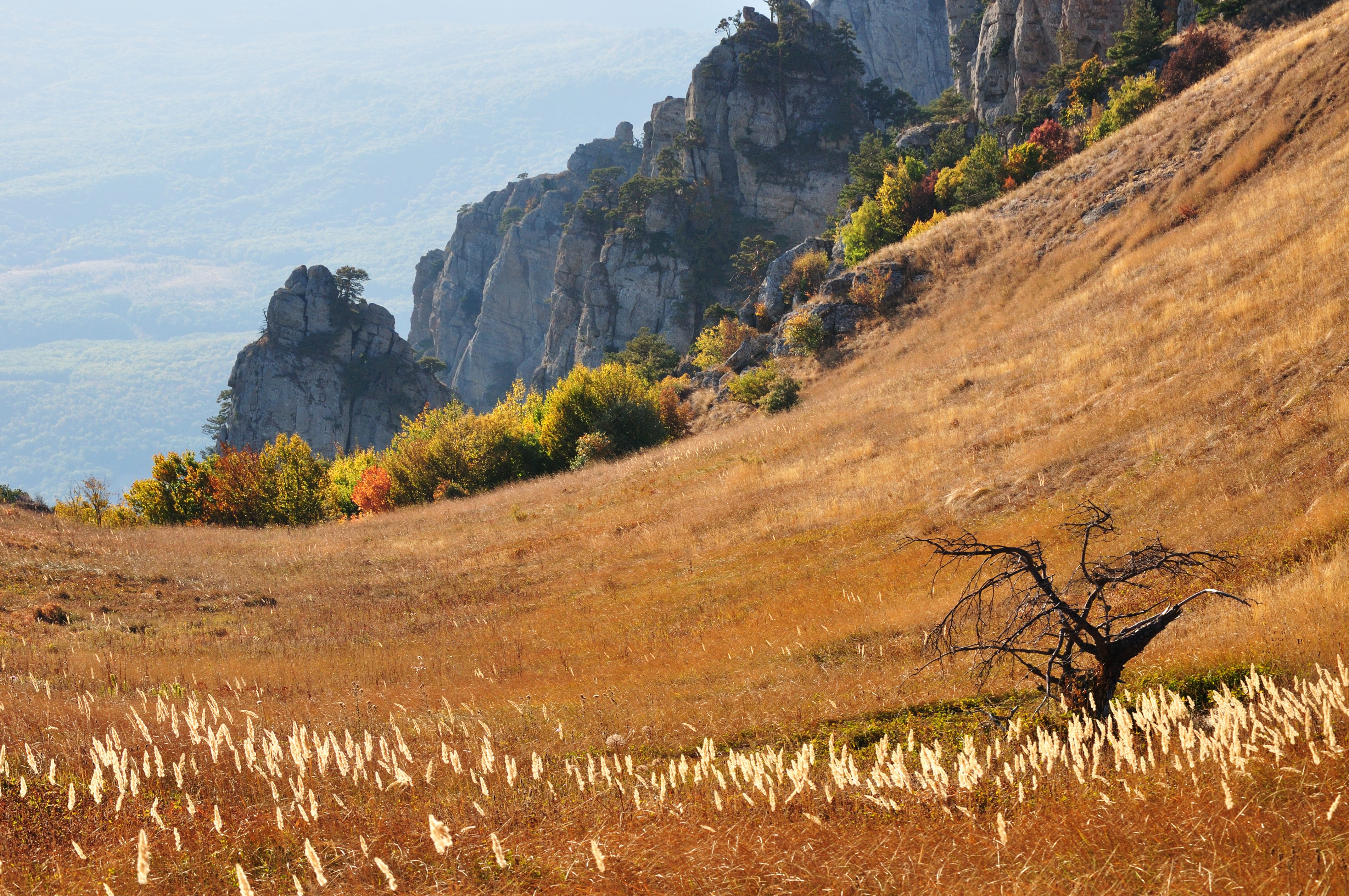
Верхнее плато
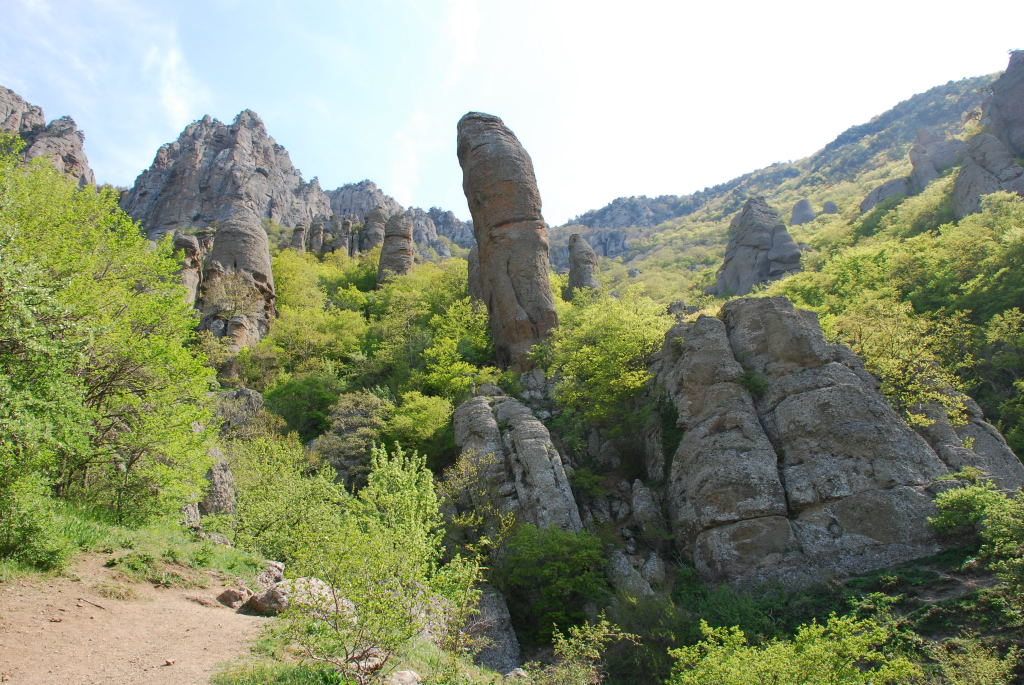
Долина приведений
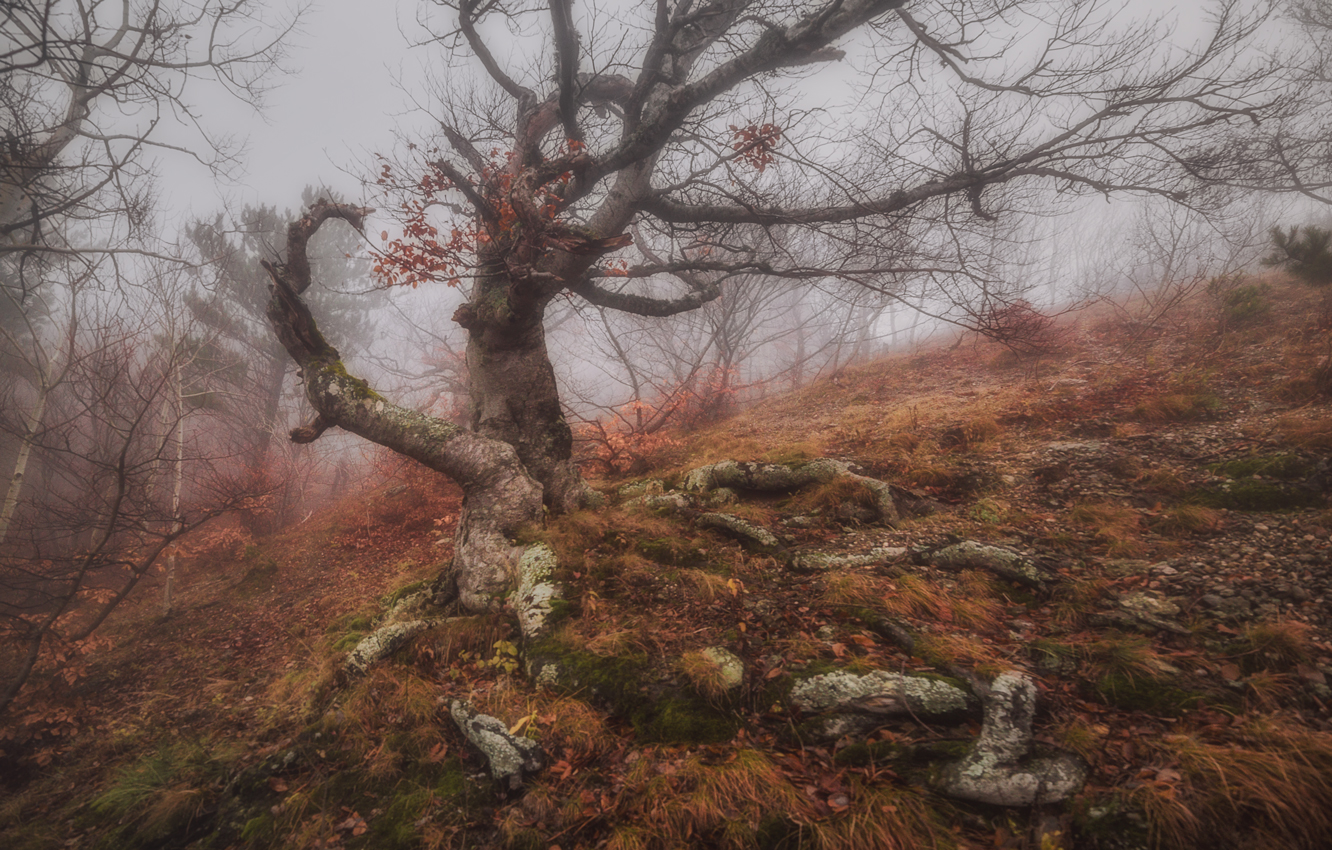
Бук деформируется от ветровых нагрузок
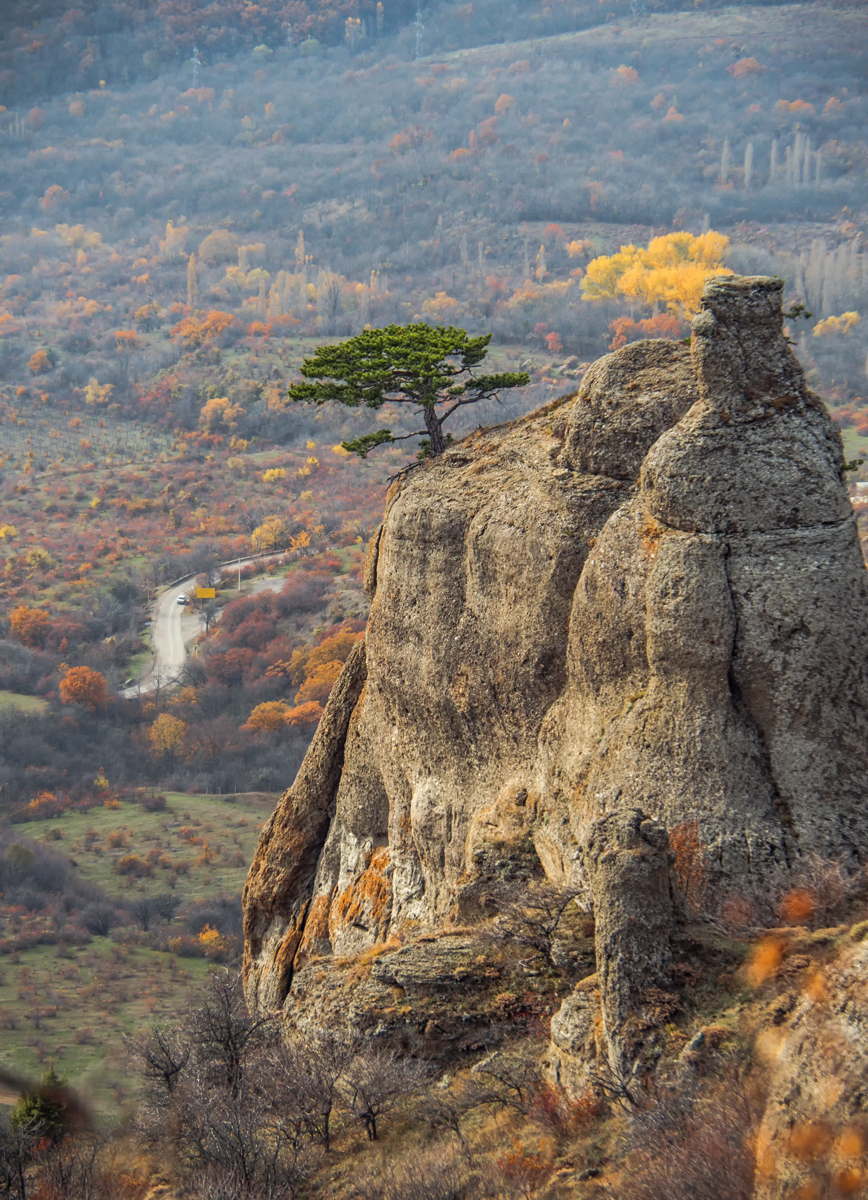
Сосна крымская
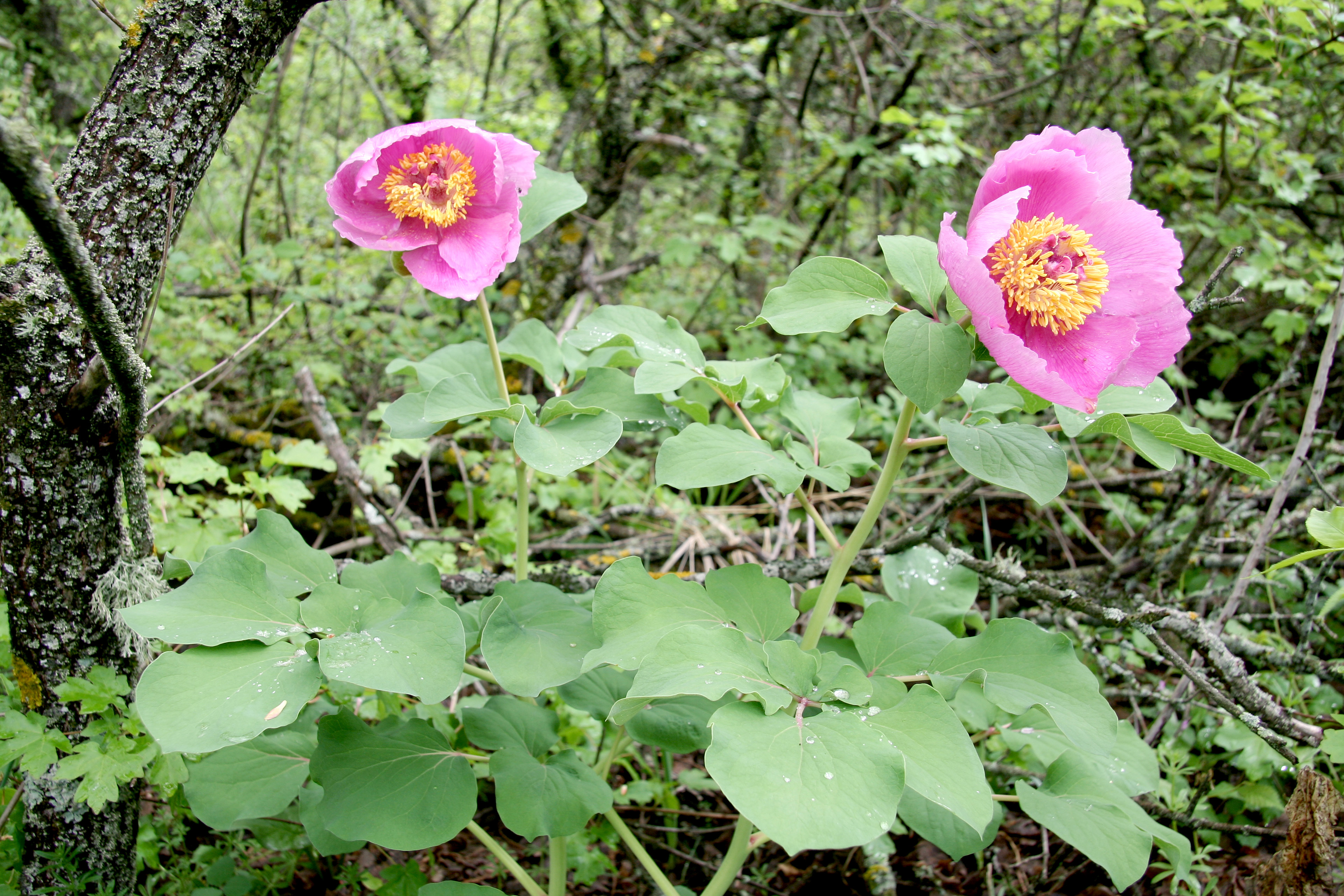
Пион крымский (Paeonia daurica) в урочище Демерджи